# Idiostatus variegatus
Idiostatus variegatus är en insektsart som beskrevs av Andrew Nelson Caudell 1907. Idiostatus variegatus ingår i släktet Idiostatus och familjen vårtbitare. Inga underarter finns listade i Catalogue of Life.